# فرد تشابيل
فرد تشابيل (بالإنجليزية: Fred Chappell)‏ (28 مايو 1936، كانتون في الولايات المتحدة)؛ شاعر، كاتب وروائي أمريكي.